# نينيان ستيفين
نينيان ستيفين (بالإنجليزية: Ninian Stephen)‏‏ (15 يونيو 1923 - 29 أكتوبر 2017) هو قاضي أسترالي، كان الحاكم العام العشرين لأستراليا منذ سنة 1982 وحتى 1989. وكان سابقا قاضيا في المحكمة العليا في أستراليا في الفترة من 1972 إلى 1982. كان له دوراً كبير في مفاوضات السلام في أيرلندا الشمالية سنة 1992، وكان أيضاَ أحد قضاة محكمة العدل الدولية، حيثُ حقق في جرائم الحرب في يوغوسلافيا السابقة. كما ساعد بكتابة دستور جنوب أفريقيا وأفغانستان.

## حياته
ولد ستيفن في إنجلترا سنة 1923، وانتقل إلى أستراليا في أواخر مرحلة المراهقة، حيث درس القانون قبل أن يصبح أحد جنود المشاة في الحرب العالمية الثانية وكانت خدمته العسكرية في غينيا الجديدة وبورنيو.